# Бочаров (хутор)
Бочаров — хутор в Лабинском районе Краснодарского края. Входит в Первосинюхинское сельское поселение.
Расположен на реке Синюха у северной окраины хутора Первая Синюха, в 26 км к востоку от Лабинска и в 35 км к югу от Армавира. С севера примыкает хутор Некрасов.

Имеется одна улица — Подгорная.
| 2002 | 2010 |
| ---- | ---- |
| 24   | ↗25  |

## Население
| 2002 | 2010 |
| ---- | ---- |
| 24   | ↗25  |